# Völker Europas, wahrt eure heiligsten Güter
Völker Europas, wahr(e)t Eure heiligsten Güter ist ein Bild, das der Historienmaler Hermann Knackfuß nach einem Entwurf von Kaiser Wilhelm II. im Jahr 1895 anfertigte, als Geschenk des deutschen Kaisers an den russischen Zaren Nikolaus II.

## Beschreibung
Dargestellt ist der Erzengel Michael (als Schutzpatron der Deutschen), der, umgeben von einer Anzahl walkürenhafter Frauen, die als Nationalallegorien die Völker Europas symbolisieren (Germania, Britannia usw.), auf einen in dunklen Gewitterwolken über eine europäische Landschaft aus dem Osten heranschwebenden Buddha hinweist. 
Mit diesem allegorischen Gemälde wollte Wilhelm II. die europäische Christenheit zum gemeinsamen Kampfe gegen die Gelbe Gefahr bzw. den gottlosen Buddhismus aufrufen.
Kaiser Wilhelm übergab dieses Bild dem russischen Zaren mit der Bitte, die Einflüsse aus dem Osten unter Kontrolle zu halten („die drohende Gefahr eines durch Japan mobilisierten chinesischen Ansturmes“). Der Zar war so erfreut über das Werk, dass der Kaiser befriedigt feststellen konnte: „Also es wirkt, das ist sehr erfreulich.“
Es handelt sich bei den Frauenfiguren, von rechts nach links gesehen, um Personifikationen Frankreichs (Marianne), Deutschlands (Germania), Russlands (Mütterchen Russland), Österreich-Ungarns (Austria), Italiens (Italia) und Großbritanniens (Britannia). Die letzte ganz links ist nicht benannt.
Einige Jahre später, am 27. Juli 1900, hielt Wilhelm die sogenannte Hunnenrede. Anlass war die Verabschiedung des deutschen Ostasiatischen Expeditionskorps gegen den Boxeraufstand, in dem auch Deutsche und christliche Missionare getötet wurden.

## Weiteres
Das Gemälde wurde in Joachim Fests Dokumentarfilm Hitler – Eine Karriere verwendet und sollte die Weltanschauung Hitlers und einiger seiner Zeitgenossen veranschaulichen.